# Championnat de Extreme E 2023
Navigation
2022 2024
Le Championnat de Extreme E 2023 est la troisième saison de la Extreme E disputée avec des SUV électriques. Comportant dix manches, il débute le 11 mars 2023 à Neom, en Arabie-Saoudite, pour se terminer le 3 décembre 2023 à Antofagasta, au Chili.

## Calendrier de la saison 2023[1]
| Etapes | Dates           | Evénements       | Lieux                         |
| ------ | --------------- | ---------------- | ----------------------------- |
| 1      | 11 Mars 2023    | Desert X-Prix    | Neom, Arabie saoudite         |
| 2      | 12 Mars 2023    | Desert X-Prix    | Neom, Arabie saoudite         |
| 3      | 13 Mai 2023     | Hydro X-Prix     | Dumfries and Galloway, Écosse |
| 4      | 14 Mai 2023     | Hydro X-Prix     | Dumfries and Galloway, Écosse |
| 5      | 8 Juillet 2023  | Island X-Prix I  | Sardine, Italie               |
| 6      | 9 Juillet 2023  | Island X-Prix I  | Sardine, Italie               |
| 7      | 16 Juillet 2023 | Island X-Prix II | Sardine, Italie               |
| 8      | 17 Juillet 2023 | Island X-Prix II | Sardine, Italie               |
| 9      | 2 Décembre 2023 | Copper X-Prix    | Antofagasta, Chili            |
| 10     | 3 Décembre 2023 | Copper X-Prix    | Antofagasta, Chili            |

Course annulée :
| Original Date        | Event                       | Location                        |
| -------------------- | --------------------------- | ------------------------------- |
| 16–17 Septembre 2023 | Amazon X-Prix ou TBC X-Prix | Brésil, États-Unis ou Argentine |

## Écuries et pilotes
| Écuries                           | no  | Pilotes Hommes                                 | Manches      | Pilotes Femmes                           | Manches      |
| --------------------------------- | --- | ---------------------------------------------- | ------------ | ---------------------------------------- | ------------ |
| Abt Cupra                         | 125 | Nasser Al-Attiyah Sébastien Loeb Adrien Tambay | 1-4 5-8 9-10 |                                          |              |
| Abt Cupra                         | 125 | Nasser Al-Attiyah Sébastien Loeb Adrien Tambay | 1-4 5-8 9-10 | Klara Andersson                          | Toutes       |
| GMC Hummer EV Chip Ganassi Racing | 99  |                                                |              |                                          |              |
| GMC Hummer EV Chip Ganassi Racing | 99  | RJ Anderson                                    | Toutes       | Amanda Sorensen                          | Toutes       |
| Neom McLaren Extreme E Team       | 58  | Tanner Foust                                   | Toutes       | Emma Gilmour Tamara Molinaro Hedda Hosås | 1-7 7-8 9-10 |
| Acciona Sainz XE Team             | 55  | Mattias Ekström                                | Toutes       | Laia Sanz                                | Toutes       |
| X44 Vida Carbon Racing            | 44  | Fraser McConnell                               | Toutes       | Cristina Gutiérrez                       | Toutes       |
| Andretti Altawkilat Extreme E     | 23  | Timmy Hansen                                   | Toutes       | Catie Munnings                           | Toutes       |
| JBXE                              | 22  |                                                |              |                                          |              |
| JBXE                              | 22  | Heikki Kovalainen Andreas Bakkerud             | 1-2 3-10     | Hedda Hosås Tamara Molinaro              | 1-8 9-10     |
| Carl Cox Motorsport               | 8   |                                                |              |                                          |              |
| Carl Cox Motorsport               | 8   | Timo Scheider                                  | Toutes       | Christine Giampaoli Zonca Lia Block      | 1 5-10       |
| Team Rosberg                      | 6   | Johan Kristoffersson                           | Toutes       | Mikaela Åhlin-Kottulinsky                | Toutes       |
| Veloce Racing                     | 5   | Kevin Hansen                                   | Toutes       | Molly Taylor                             | Toutes       |

## Résultats
| Nr. | Dates        | Événements                       | Premier                                        | Deuxième                                       | Troisième                                      |
| --- | ------------ | -------------------------------- | ---------------------------------------------- | ---------------------------------------------- | ---------------------------------------------- |
| 1   | 11 mars      | Desert X Prix ( Arabie saoudite) | Molly Taylor Kevin Hansen                      | Laia Sanz Mattias Ekström                      | Mikaela Åhlin-Kottulinsky Johan Kristoffersson |
| 2   | 12 mars      | Desert X Prix ( Arabie saoudite) | Laia Sanz Mattias Ekström                      | Molly Taylor Kevin Hansen                      | Mikaela Åhlin-Kottulinsky Johan Kristoffersson |
| 3   | 13 Mai       | Hydro X Prix ( Royaume-Uni)      | Cristina Gutiérrez Fraser McConnell            | Catie Munnings Timmy Hansen                    | Christine Giampaoli Zonca Timo Scheider        |
| 4   | 14 Mai       | Hydro X Prix ( Royaume-Uni)      | Molly Taylor Kevin Hansen                      | Emma Gilmour Tanner Foust                      | Amanda Sorensen RJ Anderson                    |
| 5   | 8 Juillet    | Island X Prix 1 ( Italie)        | Mikaela Åhlin-Kottulinsky Johan Kristoffersson | Laia Sanz Mattias Ekström                      | Amanda Sorensen RJ Anderson                    |
| 6   | 9 Juillet    | Island X Prix 1 ( Italie)        | Mikaela Åhlin-Kottulinsky Johan Kristoffersson | Laia Sanz Mattias Ekström                      | Catie Munnings Timmy Hansen                    |
| 7   | 16 Septembre | Island X Prix 2 ( Italie)        | Laia Sanz Mattias Ekström                      | Klara Andersson Sébastien Loeb                 | Molly Taylor Kevin Hansen                      |
| 8   | 17 Septembre | Island X Prix 2 ( Italie)        | Cristina Gutiérrez Fraser McConnell            | Mikaela Åhlin-Kottulinsky Johan Kristoffersson | Klara Andersson Sébastien Loeb                 |
| 9   | 2 Décembre   | Copper X Prix ( Chili)           | Mikaela Åhlin-Kottulinsky Johan Kristoffersson | Laia Sanz Mattias Ekström                      | Cristina Gutiérrez Fraser McConnell            |
| 10  | 3 Décembre   | Copper X Prix ( Chili)           | Molly Taylor Kevin Hansen                      | Mikaela Åhlin-Kottulinsky Johan Kristoffersson | Cristina Gutiérrez Fraser McConnell            |

| Nr. | Dates        | Événements                       | Premier       | Deuxième      | Troisième               |
| --- | ------------ | -------------------------------- | ------------- | ------------- | ----------------------- |
| 1   | 11 mars      | Desert X Prix ( Arabie saoudite) | Veloce Racing | Acciona/Sainz | Team Rosberg            |
| 2   | 12 mars      | Desert X Prix ( Arabie saoudite) | Acciona/Sainz | Veloce Racing | Team Rosberg            |
| 3   | 13 Mai       | Hydro X Prix ( Royaume-Uni)      | X44           | Andretti      | Carl Cox Motorsport     |
| 4   | 14 Mai       | Hydro X Prix ( Royaume-Uni)      | Veloce Racing | Neom McLaren  | GMC Chip Ganassi Racing |
| 5   | 8 Juillet    | Island X Prix 1 ( Italie)        | Team Rosberg  | Acciona/Sainz | GMC Chip Ganassi Racing |
| 6   | 9 Juillet    | Island X Prix 1 ( Italie)        | Team Rosberg  | Acciona/Sainz | Andretti                |
| 7   | 16 Septembre | Island X Prix 2 ( Italie)        | Acciona/Sainz | Abt Cupra     | Veloce Racing           |
| 8   | 17 Septembre | Island X Prix 2 ( Italie)        | X44           | Team Rosberg  | Abt Cupra               |
| 9   | 2 Décembre   | Copper X Prix ( Chili)           | Team Rosberg  | Acciona/Sainz | X44                     |
| 10  | 3 Décembre   | Copper X Prix ( Chili)           | Veloce Racing | Team Rosberg  | X44                     |

## Classements de la saison 2023

### Système de points
Les points de la course sont attribués aux dix premiers pilotes classés. 5 points bonus sont attribués au pilote le plus rapidement dans le Super-Secteur (SS).
| Position | 1er | 2e | 3e | 4e | 5e | 6e | 7e | 8e | 9e | 10e | QH | SS |
| Points   | 25  | 18 | 15 | 12 | 10 | 8  | 6  | 4  | 2  | 1   | 1  | 2  |

### Classement des pilotes
| Pos. | Conducteurs Conductrices                       | DES | DES | HYD | HYD | ISL1 | ISL1 | ISL2 | ISL2 | COP | COP | Points |
| ---- | ---------------------------------------------- | --- | --- | --- | --- | ---- | ---- | ---- | ---- | --- | --- | ------ |
| 1    | Johan Kristoffersson Mikaela Åhlin-Kottulinsky | 3   | 3   | 5   | 5   | 1    | 1    | 4    | 2    | 1   | 2   | 159    |
| 2    | Laia Sanz Mattias Ekström                      | 2   | 1   | 6   | 4   | 2    | 2    | 1    | 9    | 2   | 4   | 144    |
| 3    | Kevin Hansen Molly Taylor                      | 1   | 2   | 7   | 1   | 6    | 7    | 3    | 6    | 5   | 1   | 138    |
| 4    | Cristina Gutiérrez Fraser McConnell            | 4   | 6   | 1   | 9   | 8    | 8    | 9    | 1    | 3   | 3   | 109    |
| 5    | Amanda Sorensen RJ Anderson                    | 5   | 5   | 4   | 3   | 3    | 4    | 8    | 4    | 7   | 6   | 95     |
| 6    | Klara Andersson                                | 9   | 4   | 10  | 8   | 4    | 6    | 2    | 3    | DNS | 7   | 76     |
| 7    | Catie Munnings Timmy Hansen                    | 10  | 8   | 2   | 7   | 5    | 3    | 6    | 7    | DNS | WD  | 69     |
| 8    | Tanner Foust                                   | 6   | 7   | 8   | 2   | 7    | 9    | 10   | DNS  | 4   | 5   | 67     |
| 9    | Hedda Hosås                                    | 8   | 10  | 9   | 6   | 10   | 5    | 7    | 5    | 4   | 5   | 60     |
| 10   | Sébastien Loeb                                 |     |     |     |     | 4    | 6    | 2    | 3    |     |     | 55     |
| 11   | Timo Scheider                                  | 7   | 9   | 3   | DNS | 9    | 10   | 5    | 8    | 6   | 9   | 47     |
| 12   | Andreas Bakkerud                               |     |     | 9   | 6   | 10   | 5    | 7    | 5    | 8   | 8   | 45     |
| 13   | Emma Gilmour                                   | 6   | 7   | 8   | 2   | 7    | 9    | WD   |      |     |     | 44     |
| 14   | Lia Block                                      |     |     |     |     | 9    | 10   | 5    | 8    | 6   | 9   | 27     |
| 15   | Christine Giampaoli Zonca                      | 7   | 9   | 3   | DNS |      |      |      |      |     |     | 23     |
| 16   | Nasser Al-Attiyah                              | 9   | 4   | 10  | 8   |      |      |      |      |     |     | 20     |
| 17   | Tamara Molinaro                                |     |     |     |     |      |      | 10   | DNS  | 8   | 8   | 9      |
| 18   | Adrien Tambay                                  |     |     |     |     |      |      |      |      | DNS | 7   | 6      |
| 19   | Heikki Kovalainen                              | 8   | 10  |     |     |      |      |      |      |     |     | 5      |
| Pos. | Conducteurs Conductrices                       | DES | DES | HYD | HYD | ISL1 | ISL1 | ISL2 | ISL2 | COP | COP | Points |

| Légende | Légende                |
| Couleur | Résultat               |
| ------- | ---------------------- |
| Gold    | Gagnant                |
| Silver  | 2éme place             |
| Bronze  | 3éme place             |
| Green   | Autres points position |
| Noir    | Disqualifié (DSQ)      |
| Blanc   | Non partant (DNS)      |
| Blanc   | Abandon (WD)           |
| Blanc   | Course annulée (C)     |

### Classement des écuries
| Pos. | Ecuries                           | DES | DES | HYD | HYD | ISL1 | ISL1 | ISL2 | ISL2 | COP | COP | Points |
| ---- | --------------------------------- | --- | --- | --- | --- | ---- | ---- | ---- | ---- | --- | --- | ------ |
| 1    | Rosberg X Racing                  | 3   | 3   | 5   | 5   | 1    | 1    | 4    | 2    | 1   | 2   | 182    |
| 2    | Acciona \| Sainz XE Team          | 2   | 1   | 6   | 4   | 2    | 2    | 1    | 9    | 2   | 4   | 171    |
| 3    | Veloce Racing                     | 1   | 2   | 7   | 1   | 6    | 7    | 3    | 6    | 5   | 1   | 155    |
| 4    | X44 Vida Carbon Racing            | 4   | 6*  | 1   | 9   | 8    | 8    | 9    | 1    | 3   | 3   | 121    |
| 5    | GMC Hummer EV Chip Ganassi Racing | 5   | 5   | 4   | 3   | 3    | 4    | 8    | 4    | 7   | 6   | 113    |
| 6    | Abt Cupra XE                      | 9   | 4   | 10  | 8   | 4    | 6    | 2    | 3    | DNS | 7   | 81     |
| 7    | Andretti Altawkilat Extreme E     | 10  | 8   | 2   | 7   | 5    | 3    | 6    | 7    | DNS | WD  | 71     |
| 8    | Neom McLaren Extreme E Team       | 6   | 7   | 8   | 2   | 7    | 9    | 10   | DNS  | 4   | 5   | 68     |
| 9    | Carl Cox Motorsport               | 7   | 9   | 3   | DNS | 9    | 10   | 5    | 8    | 6   | 9   | 50     |
| 10   | JBXE                              | 8   | 10  | 9   | 6   | 10   | 5    | 7    | 5    | 8   | 8   | 50     |
| Pos. | Ecuries                           | DES | DES | HYD | HYD | ISL1 | ISL1 | ISL2 | ISL2 | COP | COP | Points |